# Lirata alta
Lirata alta är en stekelart som först beskrevs av Walker 1862.  Lirata alta ingår i släktet Lirata och familjen Eucharitidae. Inga underarter finns listade i Catalogue of Life.